# Вороновский, Геннадий Петрович
Геннадий Петрович Вороновский (6 июля 1924, Опочецкий район — 2008) — советский государственный и хозяйственный деятель. Кандидат в члены ЦК КПСС в 1986—1989 годах.

## Образование
- 1951 год — окончил Ленинградский политехнический институт.

## Биография
Родился в крестьянской семье.
- 1942—1945 — в РККА: командир отделения гвардейского стрелкового полка, Ленинградский фронт.
- 1951—1965 — работал на заводе «Электросила», Ленинград: мастер, старший мастер, начальник цеха, начальник производства, начальник электромашиностроительного объединения.
- 1965—1985 — в Министерстве электротехнической промышленности СССР: начальник Главного управления, член коллегии, заместитель министра (с 1967 года), первый заместитель министра (с 1981 года).
- 1985—1986 — министр электротехнической промышленности СССР.
- С июля 1986 года персональный пенсионер союзного значения.

## Награды
- орден Ленина;
- орден Октябрьской Революции;
- орден Отечественной войны 1-й степени;
- два ордена Трудового Красного Знамени;
- лауреат Государственной премии СССР (1979).